# Dolomedes smithi
Espèce
Dolomedes smithi est une espèce d'araignées aranéomorphes de la famille des Dolomedidae.

## Distribution
Cette espèce se rencontre en Afrique de l'Est.

## Description
Le mâle holotype mesure 7,2 mm.

## Systématique et taxinomie
Cette espèce a été décrite par Lessert en 1916.

## Publication originale
- Lessert, 1916 : « Araignées du Kilimandjaro et du Merou (suite). 2. Pisauridae. » Revue Suisse de Zoologie, vol. 24, p. 565-620 (texte intégral).